# Tatiana Golovin
Tatiana Golovin (Moszkva, 1988. január 25. –) orosz származású francia hivatásos teniszezőnő, olimpikon.
Karrierje során két egyéni WTA-tornán győzött. 2004-ben megnyerte a Roland Garros vegyes páros versenyét, Richard Gasquet oldalán. Egyéniben a legjobb Grand Slam-eredménye a 2006-os US Openen elért negyeddöntő volt.
Tagja volt a 2004-ben döntőt játszó francia Fed-kupa-válogatott csapatnak.
Franciaország képviseletében vett részt a 2008-as pekingi olimpia női páros versenyén, azonban sérülés miatt vissza kellett lépniük. 2008-ban, alig húszévesen visszavonult az aktív játéktól krónikus hátfájdalmai miatt.
Több, mint 10 év kihagyás után 2019 szeptemberében bejelentette, hogy visszatér a profi tenisz világába.

## Grand Slam-döntői

### Vegyes páros

#### Győzelmei (1)
| Év   | Helyszín      | Partner         | Ellenfél a döntőben      | Eredmény a döntőben |
| 2004 | Roland Garros | Richard Gasquet | Cara Black & Wayne Black | 6–3, 6–4            |

## WTA-döntői

### Egyéni

#### Győzelmei (2)
| Összesítés           |                        |
| Grand Slam-torna (0) |                        |
| Tier I (0)           | Premier Mandatory* (0) |
| Tier II (1)          | Premier Five* (0)      |
| Tier III (0)         | Premier* (0)           |
| Tier IV (1)          | International* (0)     |
| Tier V (0)           | Challenger* (0)        |

* 2009-től megváltozott a tornák rendszere. Challenger tornákat 2012-től rendeznek.
 Az egymás mellett azonos színnel jelölt tornatípusok között nincs teljes mértékű megfelelés.
| No. | Dátum                | Helyszín                                 | Borítás | Ellenfél a döntőben | Eredmény a döntőben |
| 1.  | 2007. április 8.     | Amelia Island, Amerikai Egyesült Államok | Salak   | Nagyja Petrova      | 6–2, 6–1            |
| 2.  | 2007. szeptember 22. | Portorož, Szlovénia                      | Kemény  | Katarina Srebotnik  | 2–6, 6–4, 6–4       |

#### Elveszített döntői (5)
| No. | Dátum             | Helyszín                       | Borítás    | Ellenfél a döntőben | Eredmény a döntőben  |
| 1.  | 2004. június 13.  | Birmingham, Egyesült Királyság | Fű         | Marija Sarapova     | 4–6, 6–2, 6–1        |
| 2.  | 2005. október 9.  | Tokió, Japán                   | Kemény (f) | Nicole Vaidišová    | 7–6(4), 3–2 feladta. |
| 3.  | 2006. október 8.  | Stuttgart, Németország         | Kemény (f) | Nagyja Petrova      | 6–4, 7–6(4)          |
| 4.  | 2007. október 7.  | Stuttgart, Németország         | Kemény (f) | Justine Henin       | 2–6, 6–2, 6–1        |
| 5.  | 2007. október 21. | Zürich, Svájc                  | Kemény (f) | Justine Henin       | 6–4, 6–4             |

## Díjai, elismerései
- 2004: Az év felfedezettje (WTA)